# Libreria editrice vaticana
La Libreria Editrice Vaticana (LEV) è la casa editrice della Santa Sede. 

## Descrizione
La nascita della Libreria Editrice Vaticana è legata alla fondazione della Tipografia Vaticana avvenuta il 27 aprile 1587 ad opera di papa Sisto V. Tuttavia lo sviluppo vero e proprio dell'attività editoriale della LEV va collocato nell'ampio impegno di modernizzazione della struttura vaticana avviato durante il pontificato di Pio XI, nel 1926, anno in cui l'ufficio vendite venne separato dalla tipografia per diventare realtà nuova e autonoma a cui fu affidata la vendita dei libri stampati dalla Santa Sede. Con il pontificato di Paolo VI, dal 1975 al 1985 fu diretta dall'editore d'arte Brenno Bucciarelli. In seguito la LEV assume, nel corso degli anni, una dimensione sempre più organizzata diventando quella che oggi è riconosciuta come l'editrice ufficiale della Santa Sede con un proprio statuto e un regolamento approvato dalla Segreteria di Stato Vaticano.
Un passo particolarmente decisivo verso una più qualificata dimensione editoriale della LEV, avviene con l'elezione di papa Giovanni Paolo II, nel 1978, anno in cui all'Editrice viene assegnato il compito di gestire, oltre i tradizionali testi del Magistero e della Santa Sede, anche gli scritti di Karol Wojtyla le cui opere erano poco note, al di fuori della Polonia. Così, nel trascorrere di pochi anni, la LEV si è ritrovata al centro di richieste provenienti da tutto il mondo per ottenere i permessi di pubblicare sia i titoli di Wojtyla sia di Giovanni Paolo II.
Altro importante passo in avanti è dovuto al decreto del segretario di Stato, il cardinale Angelo Sodano del 31 maggio 2005, che ha confermato e ufficializzato l'affidamento all'Editrice di tutti i diritti d'autore sui testi del papa. A questo poi si è aggiunto, come per il cardinale Wojtyla, anche la gestione esclusiva dei diritti d'autore sugli scritti di papa Benedetto XVI, compresi quelli redatti dallo stesso pontefice prima della sua elevazione alla cattedra di Pietro.
Di pari passo con la pubblicazione di libri, principale patrimonio dell'Editrice, si sono sviluppate anche le altre strutture della medesima, composta attualmente da un ufficio editoriale, un ufficio diritti, un ufficio commerciale, un ufficio amministrativo, ufficio stampa e un ufficio riviste.
La sede degli uffici è all'interno della Città del Vaticano ma nel corso del tempo sono stati aperti al pubblico anche tre punti vendita: la Libreria Internazionale Giovanni Paolo II, inaugurata nel 1983 e situata in piazza San Pietro nel Braccio di Carlo Magno, la Libreria internazionale Paolo VI, inaugurata nel giugno del 2008 e situata a Via di Propaganda e infine la Libreria internazionale Benedetto XVI, aperta a novembre del 2008 e situata a piazza Pio XII.
Dal 1º luglio 2007 al 30 giugno 2017 la casa editrice è stata diretta dal salesiano don Giuseppe Costa, entrando così a far parte della Segreteria per la comunicazione.